# Fossa Caimã
A Fossa Caimã é uma fossa abissal na região do Caribe que serviu de cenário para o filme O Segredo do Abismo, do cineasta James Cameron.